# Aída Bueno Sarduy
Aída Bueno Sarduy, née à La Havane, est une doctoresse en anthropologie sociale et culturelle cubaine, experte en des études avancées sur les  relations interraciales et les cultures noires et spécialiste dans les cultures de la diaspora africaine et le leadership féminin dans le Xangô de Recife,,,. Elle est  aussi est réalisatrice de cinéma documentaire,.

## Biographie
Aída Bueno Sarduy nait à La Havane, au sein d'une famille afro-cubaine. Pendant son enfance et son adolescence, elle étudie la flute traversière au conservatoire de musique de la Habana Alejandro García Caturla. Elle vit depuis plus de vingt ans en Espagne. Diplômée de l'Université Complutense de Madrid, elle est depuis 1999 chargée de cours dans les programmes de plusieurs universités, dont l'Université de New York, l'Université de Boston et l'Université Stanford à Madrid. Elle est également chargée de cours dans les programmes de CLACSO et LASA.

## Féminisme pré-académique et décolonisé
Aída Bueno Sarduy défend un féminisme antérieur à l'académie, antérieure au féminisme européen-occidental. L'anthropologue dénonce et considère comme inacceptable le détournement du savoir par le pouvoir colonial, car il nie d'autres perspectives telles que celles des femmes noires de quatrième et cinquième génération, descendantes de femmes réduites en esclavage.
Aída Bueno Sarduy défend ce que les féministes noires ont appris de leurs ancêtres en tant que mères esclaves et sous le régime des lois sur la liberté de l'utérus.
Selon Aída Bueno Sarduy, à quoi sert une loi sur la violence de genre pour les féministes noires et afro-descendantes si le système continue d'être patriarcal, si dans le monde universitaire les professeurs masculins continuent de dire des phrases machistes à leurs étudiantes à la faculté. À quoi servent les lois visant à protéger les femmes si l'écart de rémunération se maintient dans les entreprises et si un enregistrement caché d'un juge dans les tribunaux révèle qu'il traite une victime de violence sexiste de "salope".

### Le féminisme de barracón
Le féminisme de barracón st une expression imaginée et conceptualisée par Aída Bueno Sarduy en opposition au féminisme de Virginia Woolf dans son essai Une chambre propre. Cette expression pour définir le féminisme des femmes noires et des femmes d'ascendance africaine fait allusion aux ancêtres des femmes noires réduites en esclavage et aux réseaux de femmes qui s'organisaient dans les baraquements d'esclaves, dans les senzalas, pour nourrir le corps et l'espoir de liberté. Selon elle, les féministes de barracón entre autres, par le fait qu'elles n'ont pas leur propre chambre et qu'elles n'ont pas eu de mari pour gagner de l'argent et les "protéger".

## La sexualité à travers des mythes africains en Brésil et à Cuba
Les recherches de Aída Bueno Sarduy dans le panthéon Yoruba de Cuba et du Brésil montrent des histoires d'ancêtres déifiés aux vies sexuelles diverses et aux possibilités sexuelles plus complexes que les systèmes religieux occidentaux. Le plaisir, le désir et la sexualité ne sont pas perçus comme un péché ou un acte immoral dans la religion yoruba, qui découle de la déportation d'esclaves du Bénin, du Togo et du Nigeria. En tant qu'anthropologue, Aída Bueno Sarduy a observé le large spectre entre le féminin et le masculin dans cette religion.
À la page 146 de sa thèse de doctorat, Aída Bueno Sarduy traite d'Oxumaré l'orixá de la terre et du ciel, des cycles et du mouvement, qui est à la fois homme et femme. Oxumaré, ou Oshunmare, a six mois de sexe masculin et six mois de sexe féminin et dans le candomblé il est représenté avec toutes les couleurs. Selon le chercheur, le symbole d'Oxumaré a été réapproprié par la culture LGBTQI+.

## Documentaires
- 2019: Guillermina[11].

## Thèse doctorale
- (es) El ocaso del liderazgo sacerdotal femenino en el Xangô de Recife : la ciudad de las mujeres que no será [« Le déclin du leadership féminin sacerdotal à Xangô de Recife : la ville des femmes que ne sera pas »] (Directeur: Tomás Chauve Buezas) (Thèse de doctorat), Université Complutense de Madrid, 2015 (lire en ligne)[10].

## Publications
- (es) « Cap. VIII: Vestidos para encantar a los dioses: sensualidad, belleza y erotismo en la Santería cubana y el Xangô de Recife », dans José Ignacio Urquijo Valdivielso et Tomás Chauve Buezas, Cultos afroamericanos : dioses, orishas, santería y vudú, Eunate, 2016 (ISBN 978-84-7768-293-6), p. 291-314.
- (es) « La fiesta de santo en el camdomblé el reencuentro que mitiga la nostalgia de los orixás », Almenara: revista extremeña de ciencias sociales, no 8,‎ 2016, p. 56-70 (ISSN 1889-6286, lire en ligne).
- (en) « Dressed to Charm the Gods: Sensuality, Beauty, and Eroticism in Cuban Santería and the Xangó De Recife », Afro-Hispanic Review, Spring, vol. 34, no 1,‎ 2015, p. 9-24 (lire en ligne).
- (es) « El poder del margen », Cuadernos Hispanoamericanos, no 624,‎ juin 2002, p. 135-137 (présentation en ligne)
- (es) « Salud e inmigración : enfermedades de transmisión sexual en mujeres inmigrantes », Sociedad y utopía: Revista de ciencias sociales, no 16,‎ novembre 2000, p. 291-308 (lire en ligne).